# Max Beckschäfer
Maximilian „Max“ Beckschäfer (* 23. Februar 1952 in Münster) ist ein deutscher Organist, Komponist und Hochschullehrer.

## Leben
Beckschäfer nahm Unterricht am Richard-Strauss-Konservatorium in München in Orgel, Klavier, Violine und Chorleitung. Er studierte Kirchenmusik an der Musikhochschule München – Orgel bei Gerhard Weinberger, Musiktheorie bei Robert M. Helmschrott und Komposition bei Wilhelm Killmayer. Von 1976 bis 1987 war er Kantor in München.
Auf Anregung von Gabriel Dessauer, der eine Aufführung von Regers Requiem ermöglichen wollte, schuf Beckschäfer eine Orgelfassung des relativ kurzen Werkes, das der Komponist für ein großes romantisches Orchester und einen entsprechenden Chor geschrieben hatte. Die Orgelfassung wurde 1985 in der Marktkirche Wiesbaden erstmals aufgeführt vom Reger-Chor, der sich für den Anlass formierte, Beckschäfer an der Orgel, geleitet von Dessauer.
1987 war Beckschäfer Stipendiat der Villa Massimo in Rom. Von 1988 bis 2001 lehrte er Musiktheorie an der Hochschule für Musik und Theater München. Seit 2001 lehrt er an der Hochschule für Musik Augsburg-Nürnberg, seit 2007 in Nürnberg. 2009 erhielt er ein Stipendium des Centro Tedesco di Studi Veneziani in Venedig.
Beckschäfer erhielt unter anderem den Förderpreis für Musik der Stadt München. Er erhielt Kompositionsaufträge von der Münchener Biennale für Neues Musiktheater, der Konzertreihe Klangspuren des Bayerischen Staatsorchesters, Musica Viva Ingolstadt, der Bayerischen Akademie der Schönen Künste, vom Kreuzchor und der Palucca-Ballettschule Dresden. Er bevorzugte Vokalmusik und Chormusik. Für das Vokalsextett Die Singphoniker schrieb er neue Werke und Arrangements. Er komponierte Beiträge zum Lehrwerk Augsburger Violinbuch. Seine Komposition für Klavier Lichte Gedanken wurde 2010 zum 85. Geburtstag von Herbert Baumann von Andreas Skourasat im Gasteig uraufgeführt.
Seine Vokalmusik und Kammermusik wurde auf CD aufgenommen, darunter eine Portrait-CD.

## Einspielungen
- Max Reger: Hebbel-Requiem, Orgelwerke, Reger-Chor-International, Orgel: Ignace Michiels, Leitung: Gabriel Dessauer (2001, live in St. Bonifatius, Wiesbaden)
- Max Beckschäfer, Michelangelo-Fragmente, Sappho-Gesänge, Arion-Kantate (Cavalli Records; 2003)